# Гуцол Ганна Василівна
Ганна Василівна Гуцол (16 жовтня 1984) — українська громадська діячка, організаторка та лідерка руху FEMEN.

## Життєпис
Народилася 16 жовтня 1984 р. в м. Мурманськ. 1991-го з батьками переїхала в Україну. За освітою економіст.
Переїхавши в Київ, працювала в шоу-бізнесі..
2008 року організувала український незареєстрований феміністський рух FEMEN.
16 листопада 2012 року Ганна Гуцол була затримана в аеропорту Санкт-Петербурга, а пізніше була депортована й оголошена персоною нон ґрата в Росії.